# Cash Cab
Cash Cab was een Nederlands spelprogramma dat begin 2006 werd uitgezonden door jongerenomroep BNN.

## Concept
In dit programma reden de presentatoren Kurt Rogiers en Edo Brunner het land door in een taxi. De passagiers kregen vervolgens afhankelijk van de af te leggen afstand een aantal triviale vragen waarmee zij geld konden verdienen. Hierbij konden ze de hulp inroepen van toevallig passerende voetgangers en fietsers. Bij drie foute vragen dient de rit door de passagiers betaald te worden en moeten zij hun weg lopend vervolgen. Weten zij echter de eindlocatie te bereiken en in de tussentijd minder dan drie fouten te maken, dan kunnen zij het verdiende geld "cashen".
Het programma is van oorsprong Brits, en werd uitgezonden op ITV1. Tot nu toe is ook een Amerikaanse (2005) en een Duitse versie verschenen. De Amerikaanse versie wordt uitgezonden op Discovery Channel.
In mei 2006 werd het programma wegens tegenvallende kijkcijfers stopgezet.
3 op Reis ·
Afkicken ·
De allerslechtste echtgenoot van Nederland ·
Atletico Ananas ·
AVRO's Sterrenslag ·
Baby te huur ·
De Badgasten ·
De beste ·
Bitches ·
Bloed, Zweet en Luxeproblemen ·
Break Free · 
Cash Cab ·
Comedy Live ·
Costa! ·
Crazy 88 ·
Dennis en Valerio vs de rest ·
Dennis vs Valerio ·
Doe Maar Normaal ·
Egoland ·
Feuten ·
Finals ·
Floortje en de ambassadeurs · 
Floortje naar het einde van de wereld ·
Get Smarter in a Week ·
Golden Oldies ·
De Grote Donorshow ·
Hey DJ ·
Je zal het maar hebben ·
Je zal het maar zijn ·
Kannibalen ·
Katja vs Bridget ·
Katja vs De Rest ·
Kebab TV ·
De Klimaatpolitie ·
Lama gezocht ·
De Lama's ·
Lijst 0 ·
Loverboys ·
MaDiWoDoVrijdagshow ·
De Man met de Hamer ·
Mystery Party ·
De Nationale Eettest ·
De Nationale IQ Test ·
Neuken doe je zo! ·
De Nieuwste Show ·
Nu we er toch zijn ·
Onderweg naar Morgen ·
Over Mijn Lijk ·
Ranking the Stars ·
Rat van Fortuin ·
Ruben vs Geraldine ·
Ruben vs Katja ·
Ruben vs Sophie ·
Het schnitzelparadijs ·
De School ·
De slechtste chauffeur van Nederland ·
Sluipschutters ·
Smeris ·
De Social Club ·
Spuiten en Slikken ·
De Stalkshow ·
StartUp ·
Sterretje Gezocht ·
Stop in the Name of Love ·
Tessa ·
Tequila ·
Top of the Pops ·
Try Before You Die ·
Van God Los ·
Vier handen op één buik ·
VOC ·
Vrijdag op Maandag ·
Waar kan ik je 's nachts voor wakker maken? ·
Walhalla ·
Weg met BNN ·
De Zeven Zeeën